# Combe Martin

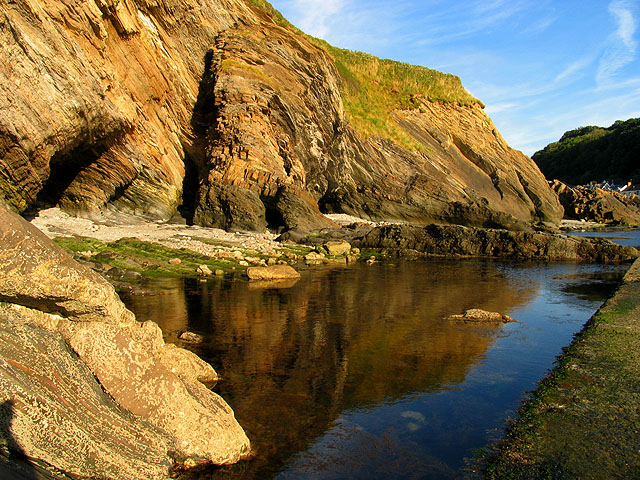
Scogliere nei dintorni della località balneare di Combe Martin, nel Devon

Combe Martin (2.650 ab. ca.) è una località balneare del Devon nord-orientale (Inghilterra sud-occidentale), affacciata sul Canale di Bristol (Oceano Atlantico) e situata lungo il confine nord-occidentale del parco nazionale dell'Exmoor. Dal punto di vista amministrativo, fa parte del distretto del North Devon.
Secondo quanto affermano i suoi abitanti, sarebbe il villaggio con la via principale più lunga di tutto il Paese.

## Etimologia
Il toponimo Combe Martin è formato dalla parola celtica cwm, che significa "valle", e dal nome di una famiglia, i Martin, signori proprietari di un maniero nel Medioevo.

## Geografia fisica

### Collocazione
Combe Martin si trova tra Ilfracombe e Lynmouth (rispettivamente ad est della prima e ad ovest della seconda), a circa 20 km a nord di Barnstaple.

## Società

### Evoluzione demografica
Al censimento del 2001, la parrocchia civile di Combe Martin contava una popolazione di 2.650 abitanti.

## Turismo
Combe Martin è rinomata soprattutto per le sue spiagge, che nel 2010 hanno conseguito il Seaside Quality Award.

### Edifici e luoghi d'interesse
- Il Pack o' Cards Inn, edificio fatto costruire nel 1626 da George Ley of Marwood dopo una consistente vincita a carte[2]
- La Chiesa di San Pietro in Vincoli, costruita in arenaria rossa[2]
- The Wildlife and Dinosaur Adventure Park[6]

|  |